# Balcha cylindrica
Balcha cylindrica är en stekelart som beskrevs av Walker 1862. Balcha cylindrica ingår i släktet Balcha och familjen hoppglanssteklar. Inga underarter finns listade.